# Caserna dels Carrabiners
La Caserna de Carrabiners està situada vora la platja del Prat de Llobregat, a la desembocadura del canal de la dreta del Llobregat, just al final del camí de la Bunyola (antiga Carretera Fonda). Les primeres edificacions daten de 1844.
La missió principal dels carrabiners era la vigilància de la costa, el rescat de naufragis i, en particular, combatre el contraban, especialment de tabac. El cos va ser dissolt el 1940 com a represàlia per la seva fidelitat a la República. Molts dels carrabiners van ser expulsats i la resta van ser integrats al cos de la Guàrdia Civil.
És un conjunt de tres edificis de planta baixa sobre un basament d'1 m d'alçada, amb parets de totxo i coberta a dos vessants. Un pavelló principal és disposat paral·lel a la costa, mentre dos pavellons laterals es disposen perpendicularment formant un gran pati, obert al mar.
L'accés principal es produïa des de Nord, pels laterals del pavelló central, mitjançant rampes que portaven fins al nivell del basament. Aquest, és més ample a la zona del pati, conformant una vorera perimetral, amb escales puntuals.
Les façanes dels edificis són compostes de mòduls amb porta central i dues finestres laterals, repetit fins a conformar els tres edificis. Una cornisa de formigó prefabricat contenia la canal de recollida d'aigües, amb canalons vistos per les façanes.

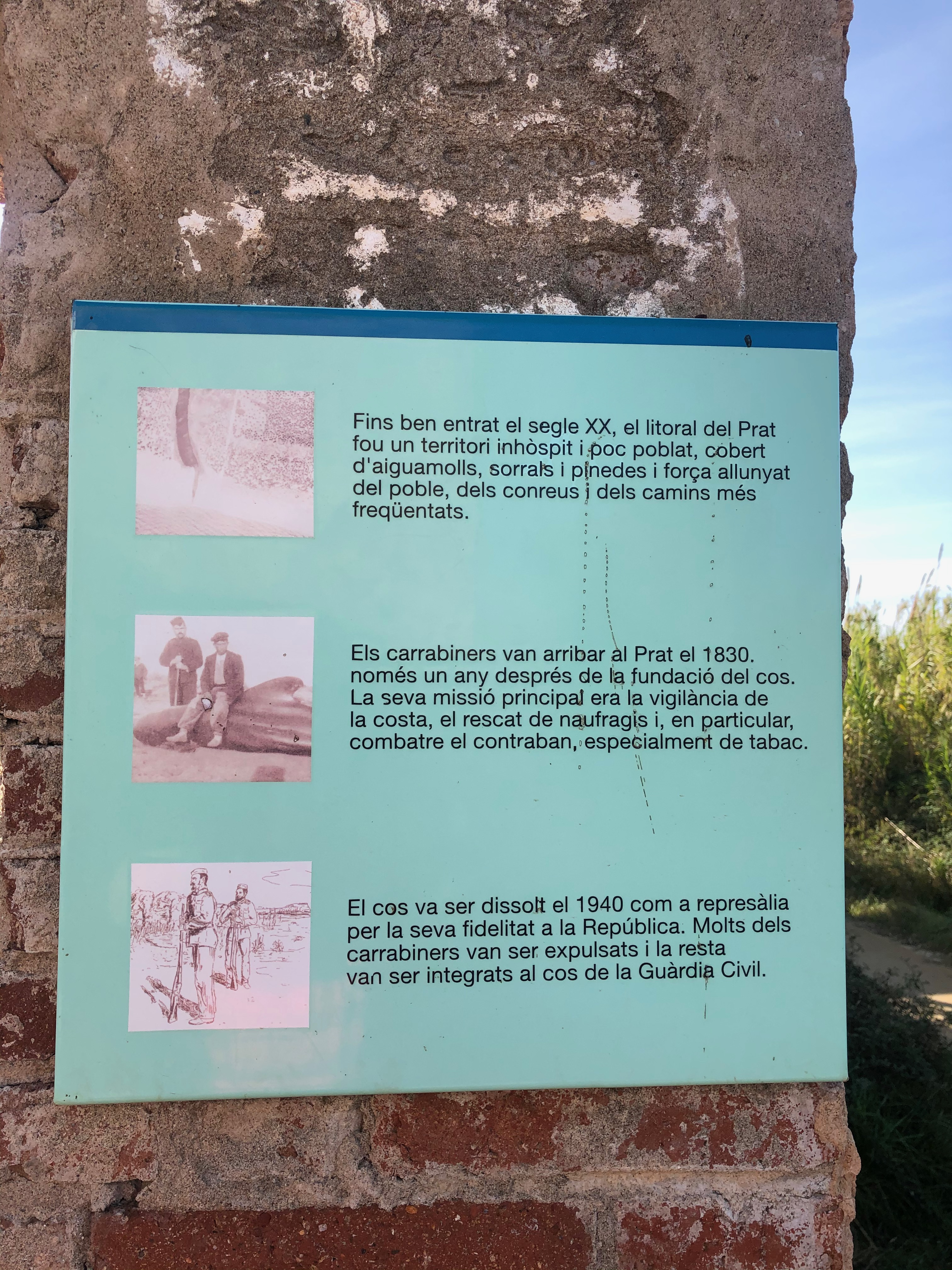
Rétol informatiu

Aquestes restes i l'Edifici del Semàfor són les úniques restes d'arquitectura militar al Prat.

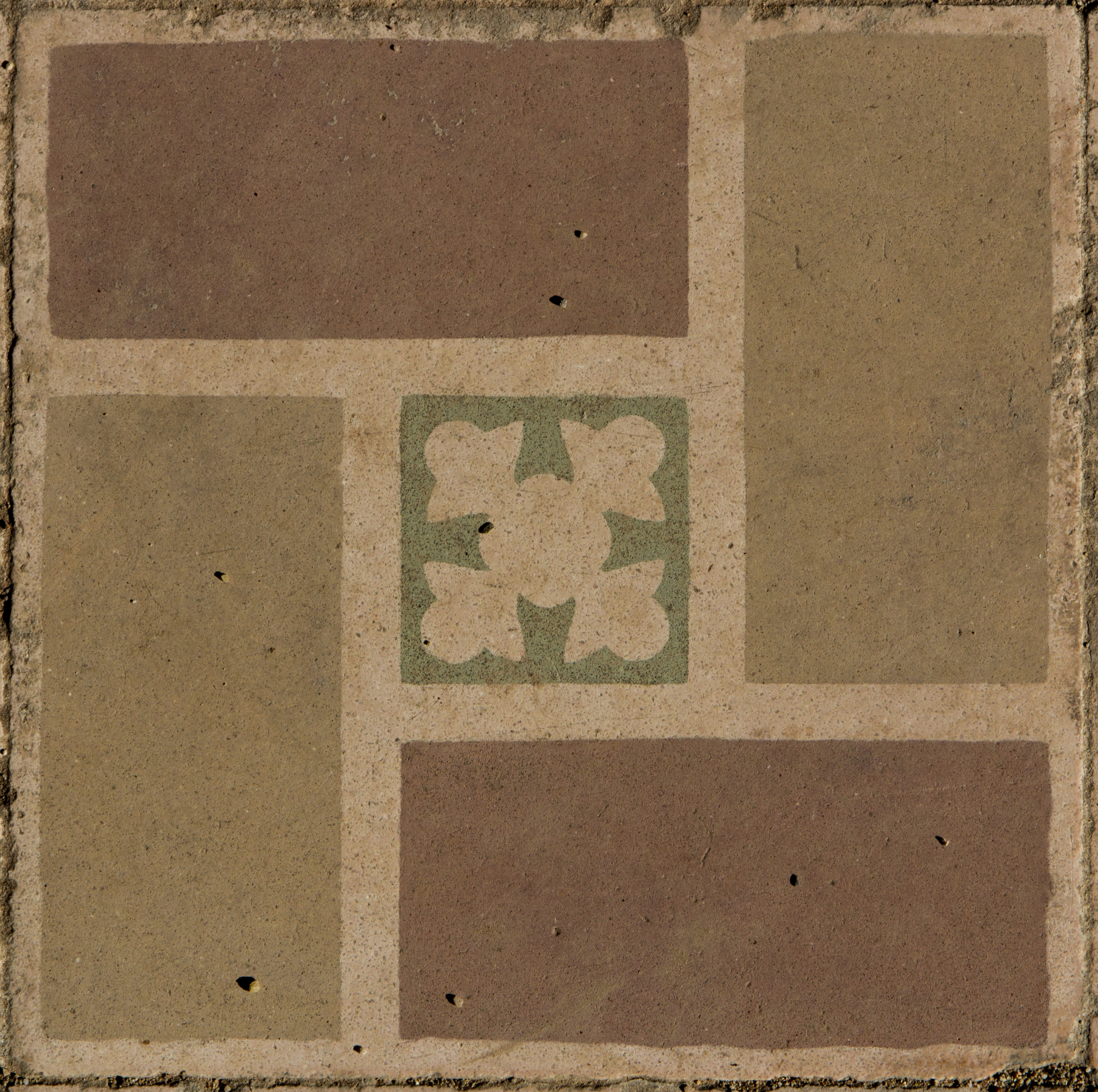
Rajola de la Caserna dels Carrabiners.
Pati interior de la Caserna.
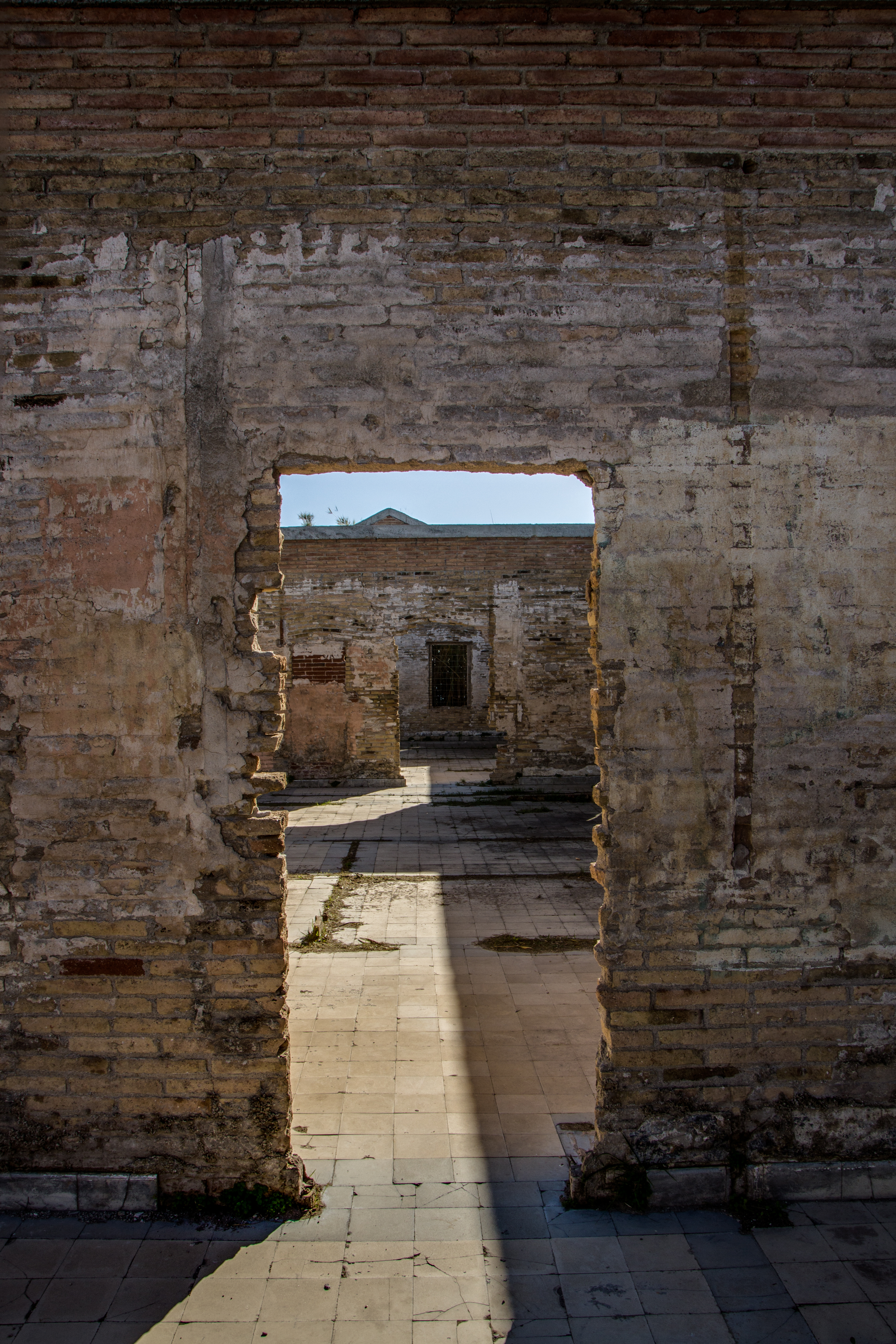
Vista interior de la Caserna dels Carrabiners.
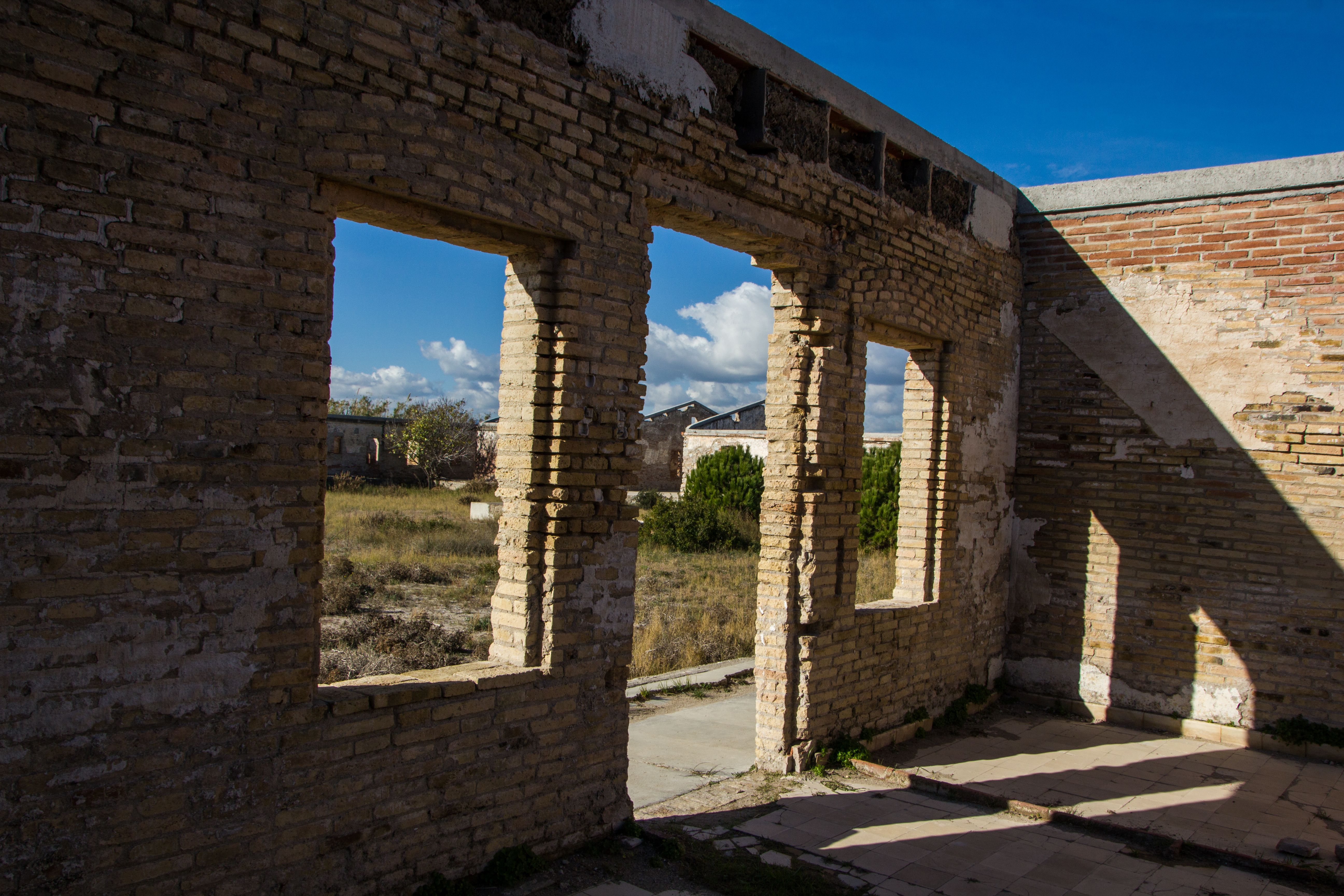
Vista interior núm. 2 de la Caserna dels Carrabiners.
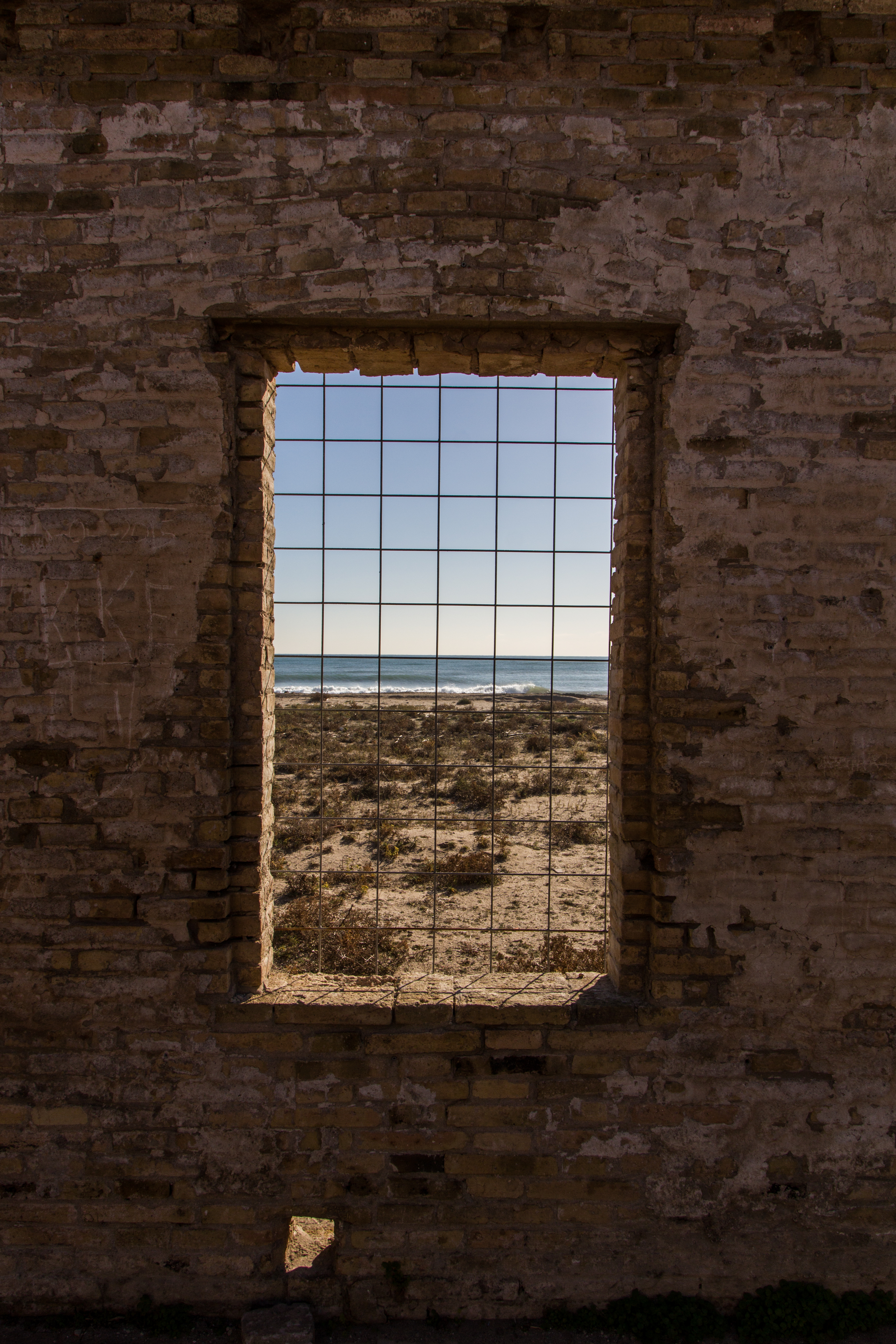
Vista interior d'una finestra de la Caserna.
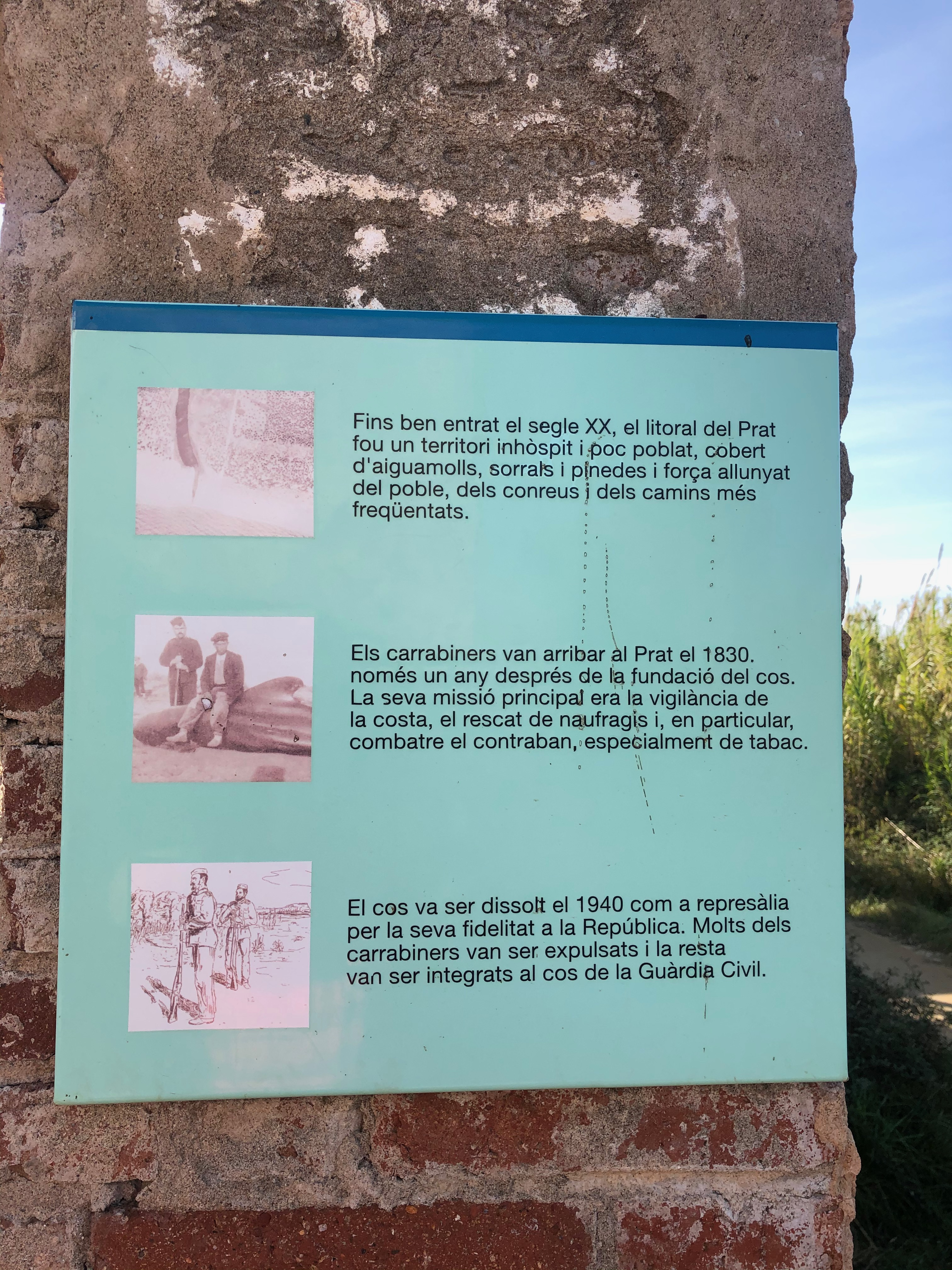
Rétol informatiu